# Bandeira dos Açores

2:3 Bandeira dos Açores

A bandeira da Região Autónoma dos Açores foi aprovada pelo Decreto Regional n.º 4/79/A, de 10 de Abril de 1979 e regulamentada pelo Decreto Regulamentar Regional n.º 13/79/A de 18 de Maio de 1979.
Corresponde, com pequenas alterações de estilização, à primeira bandeira da autonomia hasteada pela primeira vez por José Maria Raposo do Amaral, em Novembro de 1876, na casa do Monte, em Ginetes, na ilha de São Miguel, esta nunca tendo sido oficializada.

2:3 Primeira Bandeira da Autonomia, hasteada pela primeira vez em Novembro de 1876

## Descrição
Nos termos do artigo 2.º do diploma legal que a aprovou, a bandeira dos Açores tem a seguinte descrição vexilológica:
- A bandeira tem a forma rectangular, sendo o seu comprimento uma vez e meia a altura.
- A bandeira é partida de azul-escuro e branco.
- A divisão do lado da haste tem dois quintos (40%) do seu comprimento, tendo a outra divisão três quintos (60%).
- Ao centro, sobre a linha divisória, tem um açor voante, de forma naturalista estilizada, de oiro.[6]
- Por cima do açor, e em semicírculo, tem nove estrelas iguais, de oiro, com cinco raios.
- Junto da haste, no canto superior, tem o escudo nacional português.

As cores que são as mesmas da bandeira da monarquia liberal portuguesa que foi aprovada por decreto de 18 de Outubro de 1830, assinado em Angra, onde então estava instalada a Regência do Reino. Aquela bandeira foi hasteada pela primeira vez no Castelo de São João Baptista do Monte Brasil, da cidade de Angra ainda nesse ano. A primeira bandeira hasteada, e que se conserva no Museu de Angra do Heroísmo, diz-se ter sido bordada pessoalmente pela rainha D. Maria II de Portugal.
Na bandeira dos Açores, para além do escudete português, simbolizando a ligação do arquipélago e dos açorianos a Portugal, foi incluído um açor, ave associada ao nome do arquipélago, e nove estrelas de cinco raios que simbolizam as nove ilhas habitadas que compõem o arquipélago.
O desenho oficial da bandeira foi publicado em anexo ao Decreto Regulamentar Regional n.º 13/79/A, de 18 de Maio, tendo-se optado pela utilização na parte azul-escuro da bandeira do designado azul ultramarino.
A bandeira dos Açores foi oficialmente hasteada pela primeira vez a 12 de Abril de 1979 nas sedes dos departamentos da administração regional autónoma, havendo nessa tarde o encerramento de todos os serviços oficiais (Despacho Normativo n.º 21/79, de 12 de Abril; e Despacho Normativo n.º 22/79, de 12 de Abril).

## Controvérsia
Desde a aprovação da Bandeira dos Açores, em 1979, que alguns órgãos do governo regional têm tentado que a mesma seja, obrigatoriamente, hasteada nos edifícios do Estado Português, localizados na região - paralelamente aos edifícios da administração regional e das autarquias locais - inclusive nos quarteis e outras instalações das Forças Armadas Portuguesas. Esta situação foi sempre recusada, com o argumento de que isso seria uma afronta à soberania nacional.
A acontecer, isto seria uma situação rara, mesmo a nível internacional, já que até nos países federais ou quase-federais - como os Estados Unidos, Brasil, Alemanha ou Espanha - só as bandeiras nacionais são hasteadas em instalações militares ou de órgãos de soberania.
Esta divergência entre as opiniões a favor e contra o hasteamento da bandeira dos Açores nos edifícios do Estado na região, foi reaberta com a promulgação do novo Estatuto Político-Administrativo da Região Autónoma dos Açores.
A obrigatoriedade do hasteamento da Bandeira dos Açores nos edifícios do Estado foi, finalmente, declarada inconstitucional pelo Tribunal Constitucional em 30 de julho de 2009.